# Panzerregiment 39
Het Panzerregiment 39 was een Duits tankregiment van de Wehrmacht tijdens de Tweede Wereldoorlog.

## Krijgsgeschiedenis
Panzerregiment 39 werd opgericht op 1 oktober 1940 in Wehrkreis XVII. Staf en I. Abteilung uit de Pz.Ers.Abt. 4 in Wien-Mödling en II. Abteilung uit Pz.Ers.Abt. 33 in St. Pölten.
Het regiment maakte bij oprichting deel uit van de 17e Pantserdivisie en bleef dat gedurende zijn hele bestaan.
Het regiment capituleerde eind april 1945 (met de rest van de divisie) bij Görlitz aan Sovjettroepen.

## Samenstelling bij oprichting
- I. Abteilung met 3 compagnieën (1-3)
- II. Abteilung met 3 compagnieën (4-6)

## Wijzigingen in samenstelling
Op 1 juni 1941 werd uit de I. Abteilung van Panzer-Lehr-Regiment een III. Abteilung gevormd, die echter al op 16 augustus 1941 weer terug gevormd werd.

Op 19 juni 1942  werd de I. Abteilung omgedoopt tot Panzer-Abteilung 129 en daarmee afgegeven aan de 29e Gemotoriseerde Divisie. Het regiment bestond daarna alleen met staf en II. Abteilung, met 4 compagnieën.

De regimentsstaf werd in juli 1943 ingezet bij Panzerbrigade 10 om het bevel over de Panzer-Abteilungen 51 en 52 op zich te nemen. In deze tijd stond de staf bekend als Panzerregiment von Lauchert.

Op 24 juli 1944 werd de regimentsstaf omgevormd tot staf van Panzerbrigade 108. Op 30 oktober 1944 werd de staf weer tot regimentsstaf Pz.Reg 39 teruggevormd.

Op 2 januari 1945 kreeg het regiment weer een I. Abteilung door het omdopen van Panzer-Abteilung 2103 van de Panzerbrigade 103.

## Opmerkingen over schrijfwijze
- Abteilung is in dit geval in het Nederlands een tankbataljon.
- II./Pz.Rgt. 39 = het 2e Tankbataljon van Panzerregiment 39

## Commandanten
| Rang                                         | Naam        | Begin           | Eind             |
| -------------------------------------------- | ----------- | --------------- | ---------------- |
| Oberstleutnant Oberst (vanaf 1 januari 1941) | Kurt Cuno   | 1 oktober 1940  | 23 januari 1942  |
| Oberstleutnant                               | Otto Büsing | 1 februari 1942 | 28 december 1942 |

Panzerregiment 1 · Panzerregiment 2 · Panzerregiment 3 · Panzerregiment 4 · Panzerregiment 5 · Panzerregiment 6 · Panzerregiment 7 · Panzerregiment 8 · Panzerregiment 9 · Panzerregiment 10 · Panzerregiment 11 · Panzerregiment 15 · Panzerregiment 16 · Panzerregiment 17 · Panzerregiment 18 · Panzerregiment 21 · Panzerregiment 22 · Panzerregiment 23 · Panzerregiment 24 · Panzerregiment 25 · Panzerregiment 26 · Panzerregiment 27 · Panzerregiment 28 · Panzerregiment 29 · Panzerregiment 31 · Panzerregiment 33  · Panzerregiment 35 · Panzerregiment 36 · Panzerregiment 39 · Panzerregiment 69 · Panzerregiment 80 · Panzerregiment 100 · Panzerregiment 101 · Panzerregiment 102 · Panzerregiment 116 · Panzerregiment 118 · Panzer-Lehr-Regiment 130 · Panzerregiment 201 · Panzerregiment 202 · Panzerregiment 203 · Panzerregiment 204 · Schweres Panzer-Regiment Bäke · Panzerregiment Brandenburg · Panzerregiment Coburg · Panzerregiment Feldherrnhalle · Panzerregiment Feldherrnhalle 2 · Panzerregiment Hermann Göring · Panzerregiment Großdeutschland · Panzerregiment Kurmark · Panzerregiment von Lauchert · Panzerregiment Major Rettemeier · Fallschirm-Panzerregiment 1 · Fallschirm-Panzerregiment 21 · SS-Panzerregiment 1 LSSAH · SS-Panzerregiment 2 · SS-Panzerregiment 3 · SS-Panzerregiment 5 · SS-Panzerregiment 9 · SS-Panzerregiment 10 · SS-Panzerregiment 11 · SS-Panzerregiment 12